# Kid Dracula
Kid Dracula é um par de jogos de videogame da Konami lançado no começo da década de 90. Existiram somente dois lançamentos na série: uma para Famicom e uma mais tarde para o Game Boy. Somente a versão de Game Boy chegou à América. A versão para GB é consideranda uma sequela da versão para Famicom. No Japão, os títulos completos dos jogos são Akumajō Special: Boku Dracula-kun (悪魔城すぺしゃる ぼくドラキュラくん, Akumajō Supesharu: Boku Dorakyura-kun). A versão para Game Boy foi lançada para a América com o simples título de Kid Dracula.

## História
O auto-proclamado Príncipe Demônio, Kid Dracula, acordou após um grande período de tempo dormindo, somente para descobrir que a critura maléfica de estilo de dinossauro, Garamoth, o desafiou. Kid Dracula então decide destruí-lo por sua própria conta. No fim, ele consegue derrotar Garamoth.

## Desenvolvimento
O nome japonês da série Castlevania é Akumajō Dracula (literalmente "Dracula do Castelo Demoníaco"), o qual é também usado pela maioria dos jogos não-canônicos a ela no Japão, concretizando uma relação entre ambos. Vários dos planos de fundo do primeiro nível do jogo são bastante semelhantes aos comumente encontrados em jogos de Castlevania. A música usada no primeiro nível de ambas as versões para Famicom e GB, "Go! Go! At The Castle", é um remix mais "alegre" da música do primeiro nível de Castlevania III, chamado "Beginning". Além disso, o antagonista principal, Garamoth, mais tarde participa como um chefe em Castlevania: Symphony of the Night. Em Symphony, ele deixou sua aparência cartunista e foi renomeado para Galamoth (devido à conflitos de tradução japonêsa/inglesa, fato comum do efeito Engrish).

## Legado
Kid Dracula fez uma participação na versão para Super Famicom de Gokujō Parodius! ～Kako no Eikō o Motomete～ como um personagem selecionável. Ele também é um personagem selecionável secreto na seqüencia de tal jogo, o Jikkyō Oshaberi Parodius: forever with me, que são as versões para PlayStation e Sega Saturn do jogo Jikkyō Oshaberi Parodius para Super Famicom.